# Sjúrður
For mandsnavnet Sjúrður, se Sjurd
Sjúrður (eller Sigurd) var i årene omkring 1300 lagmand på Shetland og regnes også som en sandsynlig lagmand på Færøerne.
Sjúrður var sammen med biskop Erlendur forfatter til Fårebrevet (færøsk: Seyðabrævið) i 1298 – et dokument med landbrugsbestemmelser for Færøerne og den ældste skriftlige kilde på færøsk.